# Orges VD
| VD ist das Kürzel für den Kanton Waadt in der Schweiz. Es wird verwendet, um Verwechslungen mit anderen Einträgen des Namens Orges zu vermeiden. |

Orges ist eine politische Gemeinde im Distrikt Jura-Nord vaudois des Kantons Waadt in der Schweiz.

## Geographie
Orges liegt auf 560 m ü. M., 5 km nordwestlich der Bezirkshauptstadt Yverdon-les-Bains (Luftlinie). Das Haufendorf erstreckt sich am sanft geneigten Südhang des Miriau, am Jurafuss, an aussichtsreicher Lage rund 130 m über dem Seespiegel des Neuenburgersees.
Die Fläche des 4,0 km² grossen Gemeindegebiets umfasst einen Abschnitt des nördlichen Waadtländer Mittellandes. Der Gemeindeboden erstreckt sich vom Bois de Lily nordwärts über den Hang von Orges bis auf die Höhe Le Miriau, auf der mit 616 m ü. M. der höchste Punkt der Gemeinde erreicht wird. Westlich dieser Höhe befindet sich ein ausgedehntes Plateau am Jurafuss, das im Norden vom Tal des Arnon, im Süden von demjenigen der Brine begrenzt ist. Von der Gemeindefläche entfielen 1997 7 % auf Siedlungen, 15 % auf Wald und Gehölze und 78 % auf Landwirtschaft.
Zu Orges gehören die Hofsiedlungen Montavaux (583 m ü. M.) und Longeville (600 m ü. M.) am Hang des Miriau sowie einige Einzelhöfe. Die Nachbargemeinden von Orges sind im Westen Vuiteboeuf, im Norden Vugelles-La Mothe, im Osten Giez, im Süden an Valeyres-sous-Montagny und im Südsüdosten an Champvent.

## Bevölkerung
Mit 416 Einwohnern (Stand 31. Dezember 2023) gehört Orges zu den kleinen Gemeinden des Kantons Waadt. Von den Bewohnern sind 92,1 % französischsprachig, 3,5 % portugiesischsprachig und 3,5 % deutschsprachig (Stand 2000). Die Bevölkerungszahl von Orges belief sich 1900 auf 189 Einwohner. Nachdem die Bevölkerung bis 1970 auf 154 Personen abgenommen hatte, wurde seither wieder eine Bevölkerungszunahme registriert.

## Wirtschaft
Orges war bis in die zweite Hälfte des 20. Jahrhunderts ein vorwiegend durch die Landwirtschaft geprägtes Dorf. Noch heute haben der Ackerbau und der Obstbau eine wichtige Bedeutung in der Erwerbsstruktur der Bevölkerung. Weitere Arbeitsplätze sind im lokalen Kleingewerbe und im Dienstleistungssektor vorhanden. In den letzten Jahrzehnten hat sich Orges auch zu einer Wohngemeinde entwickelt. Einige Erwerbstätige sind deshalb Wegpendler, die vor allem in Yverdon arbeiten.

## Verkehr
Die Gemeinde ist verkehrstechnisch gut erschlossen, obwohl sie abseits grösserer Durchgangsstrassen liegt. Die Hauptzufahrt erfolgt von Yverdon. Der Autobahnanschluss Yverdon-Ouest an der 1984 eröffneten A5 ist rund 3 km vom Ortskern entfernt. Durch den Postautokurs, der von Yverdon nach Novalles verkehrt, ist Orges an das Netz des öffentlichen Verkehrs angebunden.

## Geschichte
Die erste urkundliche Erwähnung des Ortes erfolgte 1261 unter dem Namen Orses. Der Ortsname geht auf das im Patois verwendete Dialektwort ors von lateinisch ursus (Bär) zurück. Orges gehörte im Mittelalter zur Herrschaft La Mothe. Mit der Eroberung der Waadt durch Bern im Jahr 1536 gelangte das Dorf unter die Verwaltung der Vogtei Yverdon. Nach dem Zusammenbruch des Ancien Régime gehörte Orges von 1798 bis 1803 während der Helvetik zum Kanton Léman, der anschliessend mit der Inkraftsetzung der Mediationsverfassung im Kanton Waadt aufging. 1798 wurde es dem Bezirk Yverdon zugeteilt. Bis 1849 war Orges Teil einer Grossgemeinde, die auch La Mothe, Vugelles und Longeville umfasste.

## Sehenswürdigkeiten
In Orges sind noch einige charakteristische Bauernhäuser aus dem 17. bis 19. Jahrhundert erhalten. Nördlich des Ortes befindet sich der Gutshof Longeville in einem Park.

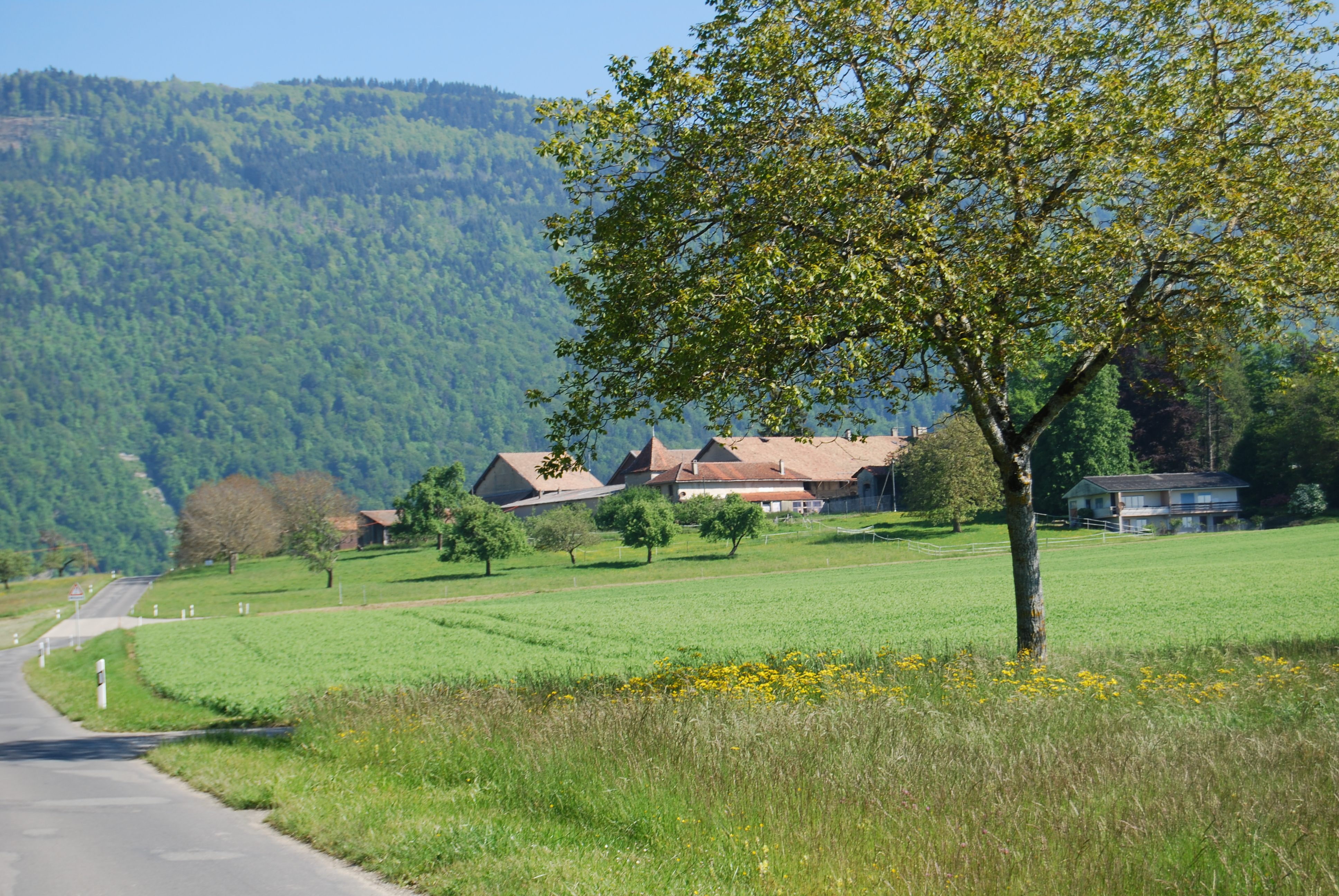
Der Gutshof Longeville
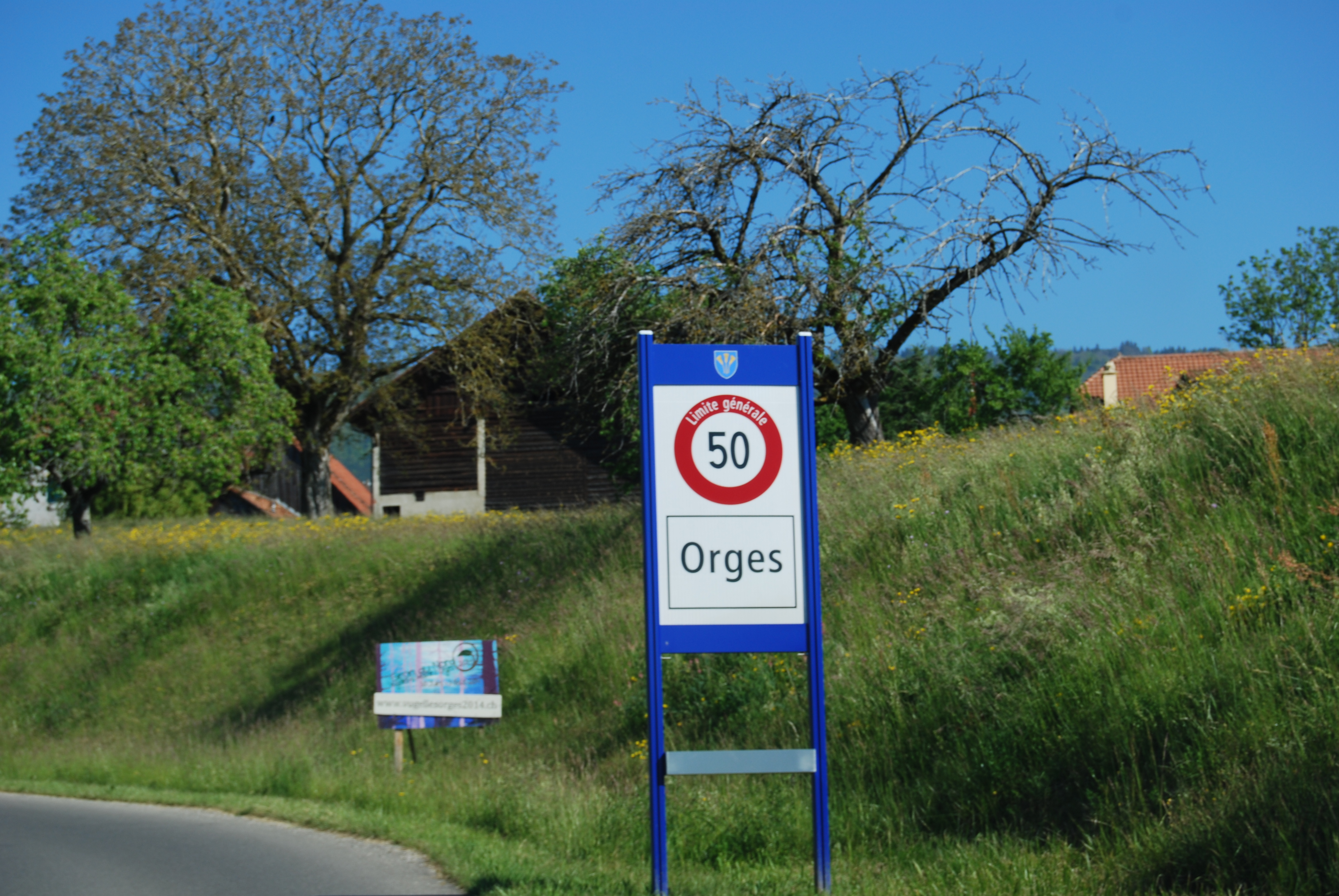
Ortseingang
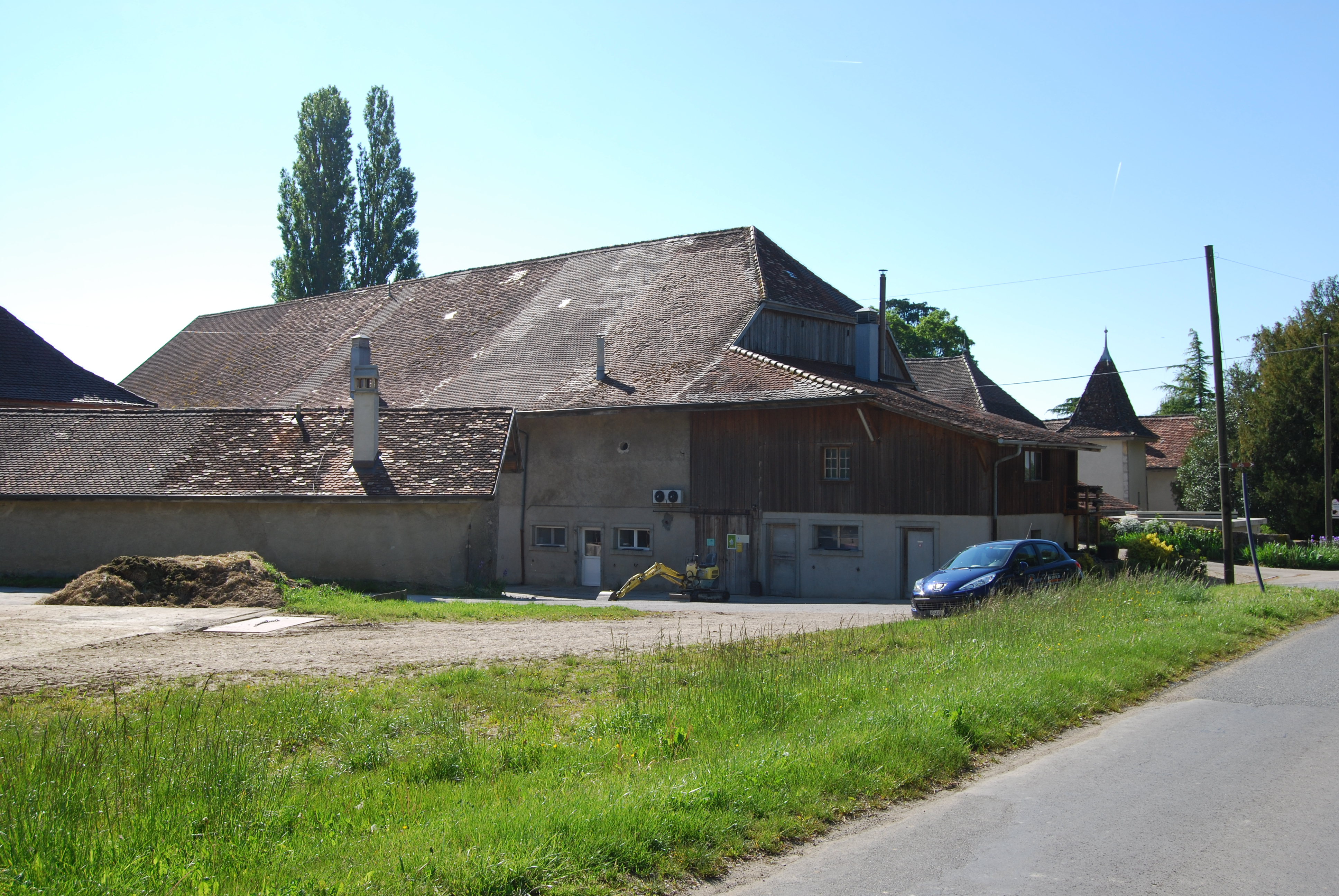
Der Gutshof Montavaux
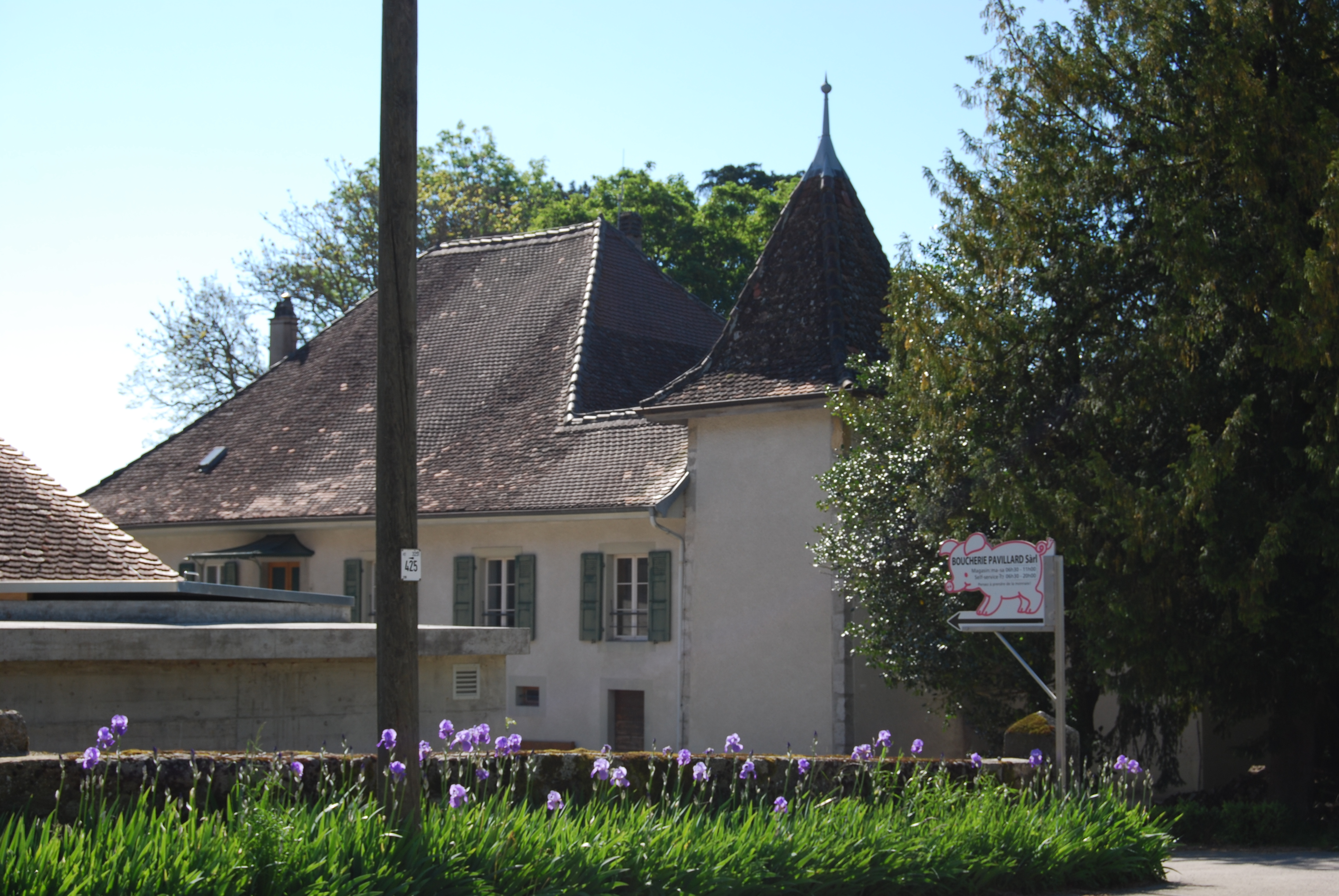
Herrschaftshaus von Montavaux
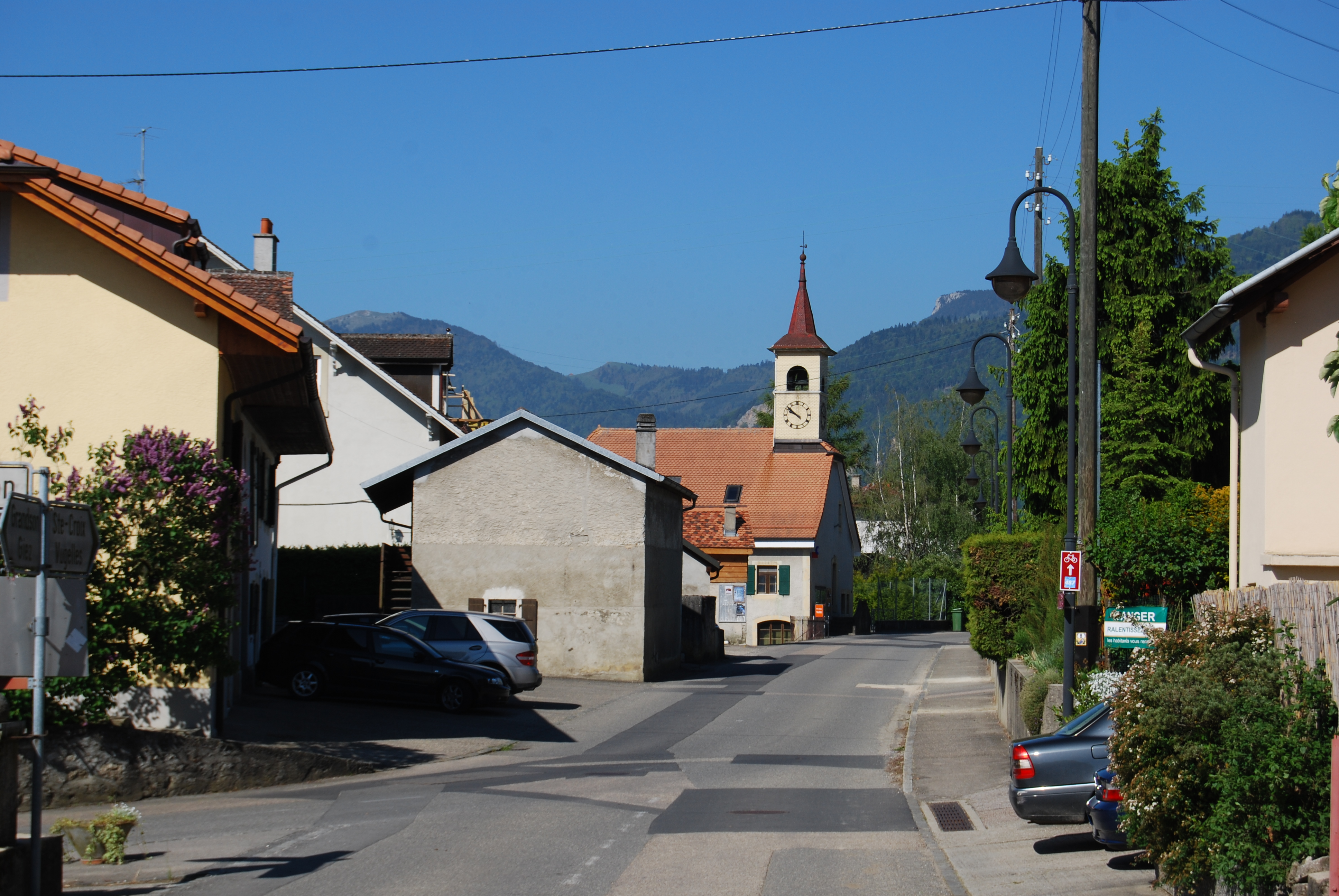
Dorfzentrum
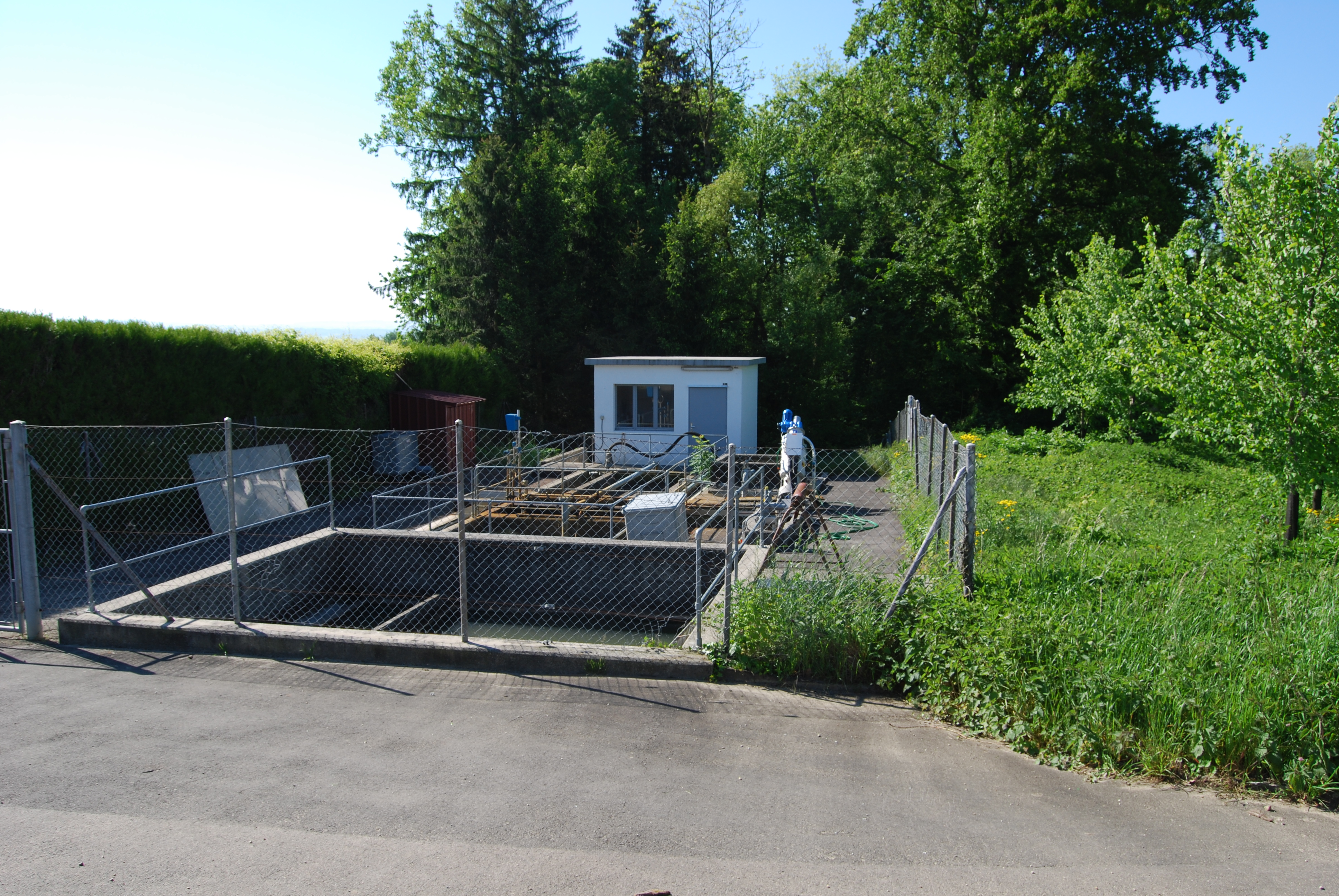
Kläranlage